# Otón Visconti
Otón Visconti (1207 – Abadía de Chiaravalle, 8 de agosto de 1295) fue un arzobispo de Milán (r. 1262-1295) miembro de la familia Visconti que también fue  señor de Milán (r. 1277-1295).

## Biografía
Otón era hijo del fundador de la dinastía Huberto Visconti, Señor de Massino, Albizzate y Besnate, y Berta Pirovano. Antes de su ascensión al arciprestazgo fue asistente del legado papal y cardenal Ottaviano Ubaldini. En 1260 fue podestà de Novara.
El 22 de julio de 1262 Otón Visconti sucedió como arzobispo de Milán a León da Perego, elegido por el Papa Urbano IV en contra de Martín della Torre y Manfredo de Sicilia. Otón luchó contra el poder de la familia della Torre, especialmente contra Napoleón della Torre, señor de Milán. El clima de adversidad política llegó al extremo de que el Señor de Milán prohibió al arzobispo la entrada en la ciudad. Ante este agravio, Otón organizó un ejército en el que puso al mando a su sobrino Teobaldo Visconti, hijo de su hermano Obbizo Visconti, Señor de Massino.   Este ejército fue derrotado en Angera en 1276 y el propio Teobaldo fue hecho prisionero para acabar decapitado. Sin embargo, al siguiente año Otón consiguió la victoria definitiva en la batalla de Desio. Esta victoria convirtió al arzobispo en Señor de Milán. Gobierno que mantuvo su familia hasta 1447, año en que fue proclamada la República Ambrosiana.
Como Señor de la ciudad, la embelleció y relanzó la economía. Ya anciano, le entregó el gobierno a su sobrino-nieto Mateo Visconti y se retiró a la Abadía cisterciense de Claraval, donde murió en 1295.